# 香内三郎
香内 三郎（こううち さぶろう、1931年6月23日 -2006年1月20日）は、日本の社会学者。東京経済大学名誉教授。マス・コミュニケーション論、イギリス言論史専攻。

## 生涯
大連生まれ。東京大学文学部社会学科卒。同大学院社会学研究科修士課程修了、東大新聞研究所助手、講師、助教授、教授、東京経済大学教授。2002年定年、名誉教授。
2005年「「読者」の誕生 活字文化はどのようにして定着したか」で東京経済大学で博士（コミュニケーション学）号。1982年の『活字文化の誕生』で日本出版学会賞受賞。

## 著書
- 『言論の自由の源流 ミルトン『アルオパジティカ』周辺』平凡社選書 1976
- 『5W1Hの知的世界史 ジャーナリズムでとらえた時代の流れ』情報センター出版局 1979
- 『活字文化の誕生』晶文社 1982
- 『ベストセラーの読まれ方 イギリス16世紀から20世紀へ』日本放送出版協会 NHKブックス 1991
- 『「読者」の誕生 活字文化はどのようにして定着したか』晶文社 2004

### 共著
- 『抵抗と沈黙のはざまで 雑誌『自由』(1936-1938)の軌跡』上野征洋共著 新時代社 1985
- 『現代メディア論』新曜社 1987

岩倉誠一、山本武利、田宮武、後藤和彦、安川一、川井良介共著
- 『メディアの現在形』新曜社 1993

広瀬英彦、安川一、林利隆、真鍋一史、花田達朗、小玉美意子、山本武利、吉見俊哉、田村穣生、古賀豊共著

### 翻訳
- J.バートラム『西安事件 抗日民族統一運動の転機』竹内実、岡田丈夫共訳 太平出版社 1973
- リチャード・ホガート『読み書き能力の効用』晶文社 1974、ちくま学芸文庫 2023

## 論文
- ＜香内三郎